# Hexâmetro iâmbico
Hexâmetro iâmbico, em composições poéticas, é um ritmo em que são utilizados 6 pés iambo em um verso.
O hexâmetro iâmbico é um ritmo dodecassílabo utilizado em verso alexandrino, embora não seja o único aí utilizado.

## Exemplos
1
O  ven to_é  um  chi co te_a  fus ti gar  a  pele,

a  se_es pa lhar no  cor po_e_a  se  dei tar  no  chão,

a  luz  é  um  cla rão  que  pren de_e  não  re pe le

a  for ça  que  nos  traz  a mor ao  co ra ção.
("Da cor do vento" - Paulo Camelo)
2
O  sol  tor ri fi can te_i gual  ao  do  Sa a ra,

o  bra vo  cam po nês  pen san do  no  por vir,

so fren do  no  ca lor,  a  bra sa_em  su a  ca ra,

e  que,  do_A gres te  vin do,_em  bre ve_há  de  ca ir.
("Coivaras" - Carlos Severiano Cavalcanti)